# NGC 4396
NGC 4396 ist eine Spiralgalaxie mit ausgedehnten Sternentstehungsgebieten vom Hubble-Typ Scd im Sternbild Coma Berenices am Nordsternhimmel. Sie ist schätzungsweise 10 Millionen Lichtjahre von der Milchstraße entfernt und hat einen Durchmesser von etwa 50.000 Lj. Die Galaxie ist unter der Katalognummer VCC 865 als Mitglied des Virgo-Galaxienhaufens gelistet.

Im selben Himmelsareal befinden sich u. a. die Galaxien NGC 4379, NGC 4421, IC 3313, IC 3365.
Das Objekt wurde am 20. April 1865 von dem deutsch-dänischen Astronomen Heinrich Louis d’Arrest entdeckt.